# De Wilhelmus
De Wilhelmus (Der Wilhelmus) ist die Hymne der Großherzöge von Luxemburg. Die Nationalhymne ist jedoch Ons Heemecht.

## Geschichte
De Wilhelmus und die niederländische Nationalhymne Het Wilhelmus haben einen gemeinsamen Ursprung. Der Text beider Hymnen war bis zur Neufassung von De Wilhelmus 1915 identisch, denn er bezog sich auf den König der Niederlande, der bis 1890 in Personalunion zugleich auch Großherzog von Luxemburg war und wie auch der heutige Großherzog von Luxemburg aus dem Haus Nassau stammt. Der heutige Großherzog von Luxemburg trägt noch immer den Titel Herzog von Nassau, stammt aber aus dem Hause Nassau-Weilburg.
Die Melodie des luxemburgischen Wilhelmus stammt von einer Melodie, die im „oude Geuzenlied“, das 1581 gedruckt wurde, belegt ist. Sie wurde 1883 zu Ehren eines Besuches von Wilhelm III., dem König der Niederlande und Großherzog von Luxemburg, und seiner Frau Emma zu Waldeck und Pyrmont von Philippe Manternach für seinen Marsch Vive le Roi! Vive la Reine! (Es lebe der König! Es lebe die Königin!) benutzt. Einige Jahre später wurde die Melodie neben Ons Heemecht zur Begrüßung des Großherzogs Adolph I. verwendet.
Der erste luxemburgische Text wurde jedoch erst 1915 von Wilhelm Goergen veröffentlicht, um an den Wiener Kongress 1815 zu erinnern. 1919 wurde die Hymne anlässlich der Hochzeit von Großherzogin Charlotte geschaffen und am 23. Januar 1920 uraufgeführt. Schließlich wurde die ursprünglich erste Strophe gestrichen. 1939 wurde eine leicht veränderte Textversion veröffentlicht, die sich jedoch nicht etablierte.

## Heutiger Text von De Wilhelmus (Der Wilhelmus)
I

Zwê Kinnekskanner, de’ trei sech le’f,

ko’men ausenâner weit an de’f;

Zwê Kinnekskanner, de’ trei sech le’f,

hunn och stëll gebiet datt Fridde ge’f:

Haut weisen si der ganzer Welt

en engem Feld

d’Goldlilje mat dem ro’de Kro’nele’w;

Haut dron s’a jongem Glëck Hand an Hand

d’Hoffnonk vun dem Letzeburger Land.

II

D’Wilhelmusweis voll Mutt, Krâft a Schwonk

fle’ßt durch d’Blutt ons we’ e Feierdronk:

d’Wilhelmusweis voll Mutt, Krâft a Schwonk

mëcht âl Hierzer an âl Zeite jonk.

An op de Fielzen un der Our

de wei

en Tur

hieft himmelhe’ch eng sche’n Erënneronk.

Haut dre’t e stolzt Geschlecht Hand an Hand

Nuem a Le’ft vum Letzeburger Land.

III

Mir hunn a schwe’rer Zeit Trei bekannt,

t’gong fir d’Freihét an et gong fir d’Land;

mir hunn a schwe’rer Zeit Trei bekannt,

d’E’er agesat zum Ennerpand.

A wann eng nei Gefôr en drêt,

mir si berêt,

mir halen nês mat Hierz a Wëlle stand;

Da stêt rem fro’ a stolz Hand an Hand

Gro’ß a Kleng am Letzeburger Land.

IV

So’ werden s’ëmmerzo’ êneg gôn,

Fürst a Vollek Frêd we’ Lêd mat drôn;

So’ werden s’ëmmerzo’ êneg gôn,

Ganz hir Pflicht ge’nt sech an d’Hémecht dôn;

E starke Stâm an âler Erd,

an duebel wert

mat freier Kro’n voll Saft a Sonn ze stôn.

O Herrgott, lêt du trei Hand an Hand

d’Kanner vun dem Letzeburger Land!

Aus all Gefôre lêt glëcklech durch

Blutt a Gêscht vum freie Letzeburg!

## Ursprünglicher Text vonDe Wilhelmusbis zu seiner Neufassung 1915

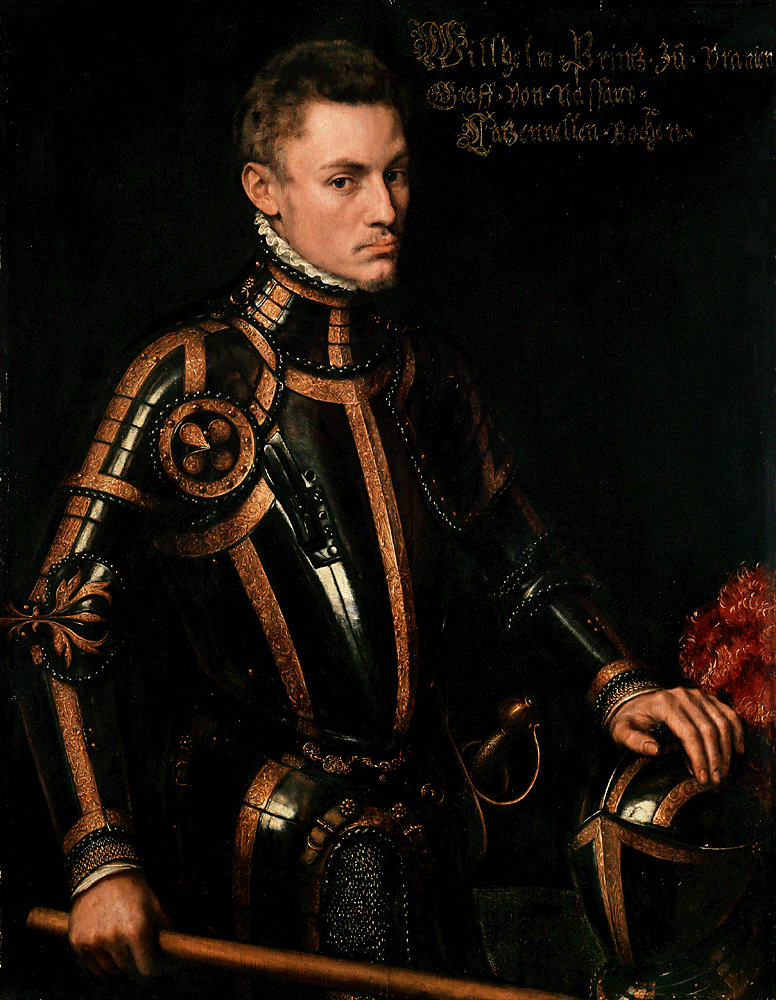
Wilhelm I. (1555)

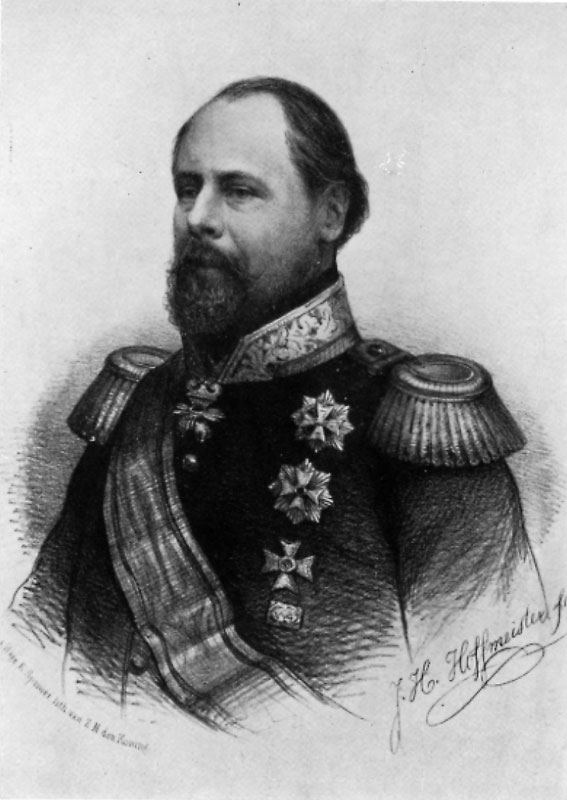
Wilhelm Alexander Paul Friedrich Ludwig von Oranien-Nassau, von 1849 bis 1890 König der Niederlande und Großherzog von Luxemburg

Der ursprüngliche Text des Wilhelmus war bis 1915 identisch mit der niederländischen Nationalhymne, welche ein Akrostichon ist; das heißt, die Anfangsbuchstaben der fünfzehn Strophen ergeben den Namen Willem van Nazzov.
Der hier wiedergegebene Originaltext ist in mittelniederländischer Sprache verfasst. Diese niederländische Fassung beruht vermutlich wiederum auf der Übertragung eines verschollenen frühneuhochdeutschen Ursprungstextes.